# Danielle Savre
Danielle Kathleen Savre (* 26. srpna 1988, Simi Valley, Kalifornie, Spojené státy americké) je americká herečka a zpěvačka. Proslavila se díky rolím v seriálech Kaya (2007), Too Close to Home (2016) nebo filmovým rolím ve snímcích Wild About Harry (2009) a Boogeyman 2 (2007). Od roku 2018 hraje jednu z hlavních rolí v seriálu stanice ABC Station 19.

## Filmografie

### Film
| Rok  | Název                         | Role                   | Poznámky            |
| ---- | ----------------------------- | ---------------------- | ------------------- |
| 2006 | Bravo Girls: Všechno nebo nic | Brianna                |                     |
| 2007 | Na území žen                  | teenager               |                     |
| 2007 | The Final Season              | Cindy Iverson          |                     |
| 2007 | Boogeyman 2                   | Laura Porter           |                     |
| 2009 | Wild About Harry              | Madeline Goodhart      |                     |
| 2014 | Mariňák 2: Bitevní pole       | Danielle 'Danni' Allen |                     |
| 2014 | Knock Knock                   | Jamie                  | krátkometrážní film |
| 2015 | Wild for the Night            | Det. Lewis             |                     |
| 2015 | Avouterie                     | Ashley                 |                     |
| 2016 | Colar                         | Mara                   | krátkometrážní film |
| 2018 | Deep Blue Sea 2               | Dr. Misty Calhoun      |                     |
| 2019 | A Cohort of Guests            | Anne-Marie             | krátkometrážní film |
| 2020 | Second Team                   | Jackie                 | krátkometrážní film |

### Televize
| Rok        | Název                        | Role              | Poznámky                                                |
| ---------- | ---------------------------- | ----------------- | ------------------------------------------------------- |
| 2001       | Murphy's Dozen               | Cassidy           | TV film                                                 |
| 2001       | One on One                   | Brittany          | díl: „School Dazed“                                     |
| 2002       | Akta X                       | Marcia Brady      | díl: „Slunečné dny“                                     |
| 2002       | S dětmi na krku              | Hannah            | díl: „The Kids Are Alright“ a „Oops!... I Did It Again“ |
| 2004       | S dětmi na krku              | Courtney          | díly: „All Apologies“ a „The Cheat Is On“               |
| 2004       | Kriminálka Las Vegas         | Amy Keaton        | díl: „Každá s každým“                                   |
| 2004–2005  | Kalifornské léto             | Callie            | vedlejší role, 10 dílů                                  |
| 2005       | Čarodějky                    | New Phoebe        | díl: „Děje se tu cosi čarodějného, část druhá“          |
| 2005       | Closer                       | Grethcen Schiller | díl: „Flashpoint“                                       |
| 2006       | You've Reached the Elliotts  | Amanda Elliott    | TV film                                                 |
| 2006       | Malcolm v nesnázích          | Heidi             | díl: „Lois Strikes Back“                                |
| 2006       | Zločiny ze sousedství        | Amanda Roth       | díl: „Hot Grrrl“                                        |
| 2006–2010  | Hrdinové                     | Jackie Wilcox     | vedlejší role, 8 dílů                                   |
| 2007       | Kaya                         | Kaya              | hlavní role, 10 dílů                                    |
| 2008       | Nejlepší léto mého života    | Jenny             | TV film                                                 |
| 2009       | Kriminálka Miami             | Ashley Tanner     | díl: „Šťastnou cestu“                                   |
| 2010       | Outlaw                       | Lori Farwell      | díl: „In Re: Curtis Farwell“                            |
| 2011       | Slunečno, místy vraždy       | Jolene            | díl: „Breakout“                                         |
| 2012       | Drew Peterson: Nedotknutelný | Chloe Roberts     | TV film                                                 |
| 2012       | Hollywood Heights            | Lia               | vedlejší role, 13 dílů                                  |
| 2014       | Lovci duchů                  | Margo Lassiter    | díl: „Bloodlines“                                       |
| 2015       | Prozíravost                  | Reagan Harper     | díl: „Meat“                                             |
| 2016       | The Wrong Car                | Trudy O'Donnell   | TV film                                                 |
| 2016–2017  | Too Close to Home            | Anna Hayes        | hlavní role, 16 dílů                                    |
| 2016       | Spravedlnost v krvi          | Emily Harrison    | díly: „Cena za spravedlnost“ a „Osobní záležitost“      |
| 2016       | The Perfect Stalker          | Grace             | TV film                                                 |
| 2017       | Happily Never After          | Kate              | TV film                                                 |
| 2018–dosud | Station 19                   | Maya Bishop       | hlavní role                                             |
| 2020       | Chirurgové                   | Maya Bishop       | díl: „A Diagnosis“                                      |

### Internet
| Rok       | Název    | Role          | Poznámky               |
| --------- | -------- | ------------- | ---------------------- |
| 2016–2017 | Ozn@čená | slečna Dawson | vedlejší role, 21 dílů |